# Robert Charroux
Robert Charroux, vlastním jménem Robert Joseph Grugeau (7. dubna 1909 Payroux – 24. června 1978 Charroux), byl francouzský spisovatel a záhadolog.
Původně pracoval jako poštovní úředník a amatérsky se věnoval atletice. Ve čtyřicátých letech začal přispívat texty i fotografiemi do různých francouzských časopisů. Psal také scénáře vědeckofantastických komiksů a zvolil si pseudonym podle vesnice Charroux v rodném kraji Poitou. Věnoval se památkové péči a propagaci archeologie, působil v Réunion des musées nationaux et du Grand Palais des Champs-Élysées, zasloužil se o zachování historické tržnice v Charroux a byl zakladatelem turistické agentury departementu Vienne. V roce 1956 založil mezinárodní klub hledačů pokladů.
Charrouxovo názorové směřování ovlivnila kniha Jitro kouzelníků i nález údajných pravěkých nápisů v Glozelu (departement Allier). Ve svých publikacích obhajoval pravost „černých kamenů“ z Icy i ztraceného pokladu z Rennes-le-Château, věřil v existenci zaniklé země Hyperborea, obrazce na planině Nazca podle něj vytvořili Keltové stejně jako obra z Cerne Abbas. Odmítal moderní vědu a stal se významným propagátorem paleoastronautiky. V knize Histoire inconnue des hommes depuis 100.000 ans (1963) přišel s koncepcí „primhistorie“, podle níž všechny významné pravěké a starověké artefakty vytvořila vyspělá mimozemská civilizace. Byl přesvědčen o nadřazenosti bílé rasy, jíž mimozemšťané předali znalosti i svůj genofond. Mísením ras v následujícím období nastal podle Charrouxe úpadek lidstva. Archeologové Jean-Loïc Le Quellec a Jean-Pierre Adam označili Charrouxova tvrzení za typickou pseudovědu.
Na Charrouxovy knihy navázali Erich von Däniken a chilský okultista Miguel Serrano. Do češtiny byla přeložena jeho kniha Poklady světa (Orbis, 1973).